# Gaje Wyżne
Gaje Wyżne (ukr. Верхні Гаї) – wieś w rejonie drohobyckim obwodu lwowskiego, nad rzeką Lutyczyna  (Лютичина).
Znajduje tu się stacja kolejowa Gaje Wyżne, położona na linii Stryj – Sambor.

## Historia
Dawniej wieś w powiecie drohobyckim.
W II Rzeczypospolitej w powiecie drohobyckim województwa lwowskiego.
W latach 1944–1945 nacjonaliści ukraińscy z OUN-UPA zamordowali tutaj 9 Polaków.